# 앨프리드 티소

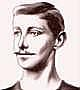

앨프리드 티소(Alfred Tysoe, 본명: 앨프리드 어니스트 티소, Alfred Ernest Tysoe, 1874년 3월 21일 – 1901년 10월 26일)는 영국의 운동선수이자 1900년 하계 올림픽에서 영국을 대표하여 두 개의 금메달을 획득한 사람이다.

## 생애
영국 번리 근처 패디햄에서 태어난 티소는 농장 노동자로 일하면서도 스커튼 해리어스 러닝 팀에서 파트타임으로 일했다.